# Ménesplet
Ménesplet est une commune française située dans le département de la Dordogne, en région Nouvelle-Aquitaine.

## Géographie

### Généralités
Dans l'ouest du département de la Dordogne, la commune de Ménesplet est située en bordure nord de la forêt du Landais, à proximité du département de la Gironde. Traversée par le 45e parallèle nord, elle est de ce fait située à égale distance du pôle Nord et de l'équateur terrestre (environ 5 000 km). C'est une commune rurale qui fait partie de l'unité urbaine de Montpon-Ménestérol et de son aire d'attraction, zonage d’étude défini par l'Insee, qui a remplacé en 2020 l'aire urbaine de Montpon-Ménestérol qui incluait la commune. Elle est bordée au nord par l'Isle et au nord-ouest par son affluent le Galant.
Le bourg de Ménesplet, enserré entre l'Isle au nord et la route départementale (RD) 6089 au sud, se situe, en distances orthodromiques, quatre kilomètres à l'ouest du centre-ville de Montpon-Ménestérol et dix-huit kilomètres à l'est de celui de Coutras.
Le territoire communal est également desservi par les RD 3E2, 9 et 9E1. Le sud de la commune est traversé sur près de deux kilomètres et demi par l'autoroute A89 dont l'échangeur le plus proche du bourg, distant d'environ huit kilomètres par la route, est celui de Montpon-Ménestérol. À cinq kilomètres et demi par la route se trouve la gare ferroviaire la plus proche, celle de Montpon-Ménestérol, sur la ligne ferroviaire Bordeaux - Périgueux.
Entre Montpon-Ménestérol et Saint-Martin-de-Gurson, le sentier de grande randonnée 646 fait une brève incursion d'environ 500 mètres dans le sud-est du territoire communal.
| - OpenStreetMap Limite communale |

### Communes limitrophes
Ménesplet est limitrophe de quatre autres communes. Au sud-ouest, son territoire est distant d'environ 600 mètres de ceux de Minzac et de Villefranche-de-Lonchat.
| Le Pizou    |                        | Montpon-Ménestérol |
| Moulin-Neuf | Ménesplet              |                    |
|             | Saint-Martin-de-Gurson |                    |

### Géologie et relief

#### Géologie
Situé sur la plaque nord du Bassin aquitain et bordé à son extrémité nord-est par une frange du Massif central, le département de la Dordogne présente une grande diversité géologique. Les terrains sont disposés en profondeur en strates régulières, témoins d'une sédimentation sur cette ancienne plate-forme marine. Le département peut ainsi être découpé sur le plan géologique en quatre gradins différenciés selon leur âge géologique. Ménesplet est située dans le quatrième gradin à partir du nord-est, un plateau formé de dépôts siliceux-gréseux et de calcaires lacustres de l'ère tertiaire.
Les couches affleurantes sur le territoire communal sont constituées de formations superficielles du Quaternaire et de roches sédimentaires datant du Cénozoïque. La formation la plus ancienne, notée e7, est la formation de Boisbreteau inférieur, un sable fin silto-argileux marron, à petits graviers et débris de cuirasses ferrugineuses, argile silteuse (Priabonien supérieur continental). La formation la plus récente, notée CFp, fait partie des formations superficielles de type colluvions indifférenciées de versant, de vallon et plateaux issues d'alluvions, molasses, altérites. Le descriptif de ces couches est détaillé dans  les feuilles « no 781 - Montpon-Ménestérol » et « no 805 - Sainte-Foy-la-Grande » de la carte géologique au 1/50 000 de la France métropolitaine, et leurs notices associées,.

Carte géologique de Ménesplet.

#### Relief et paysages

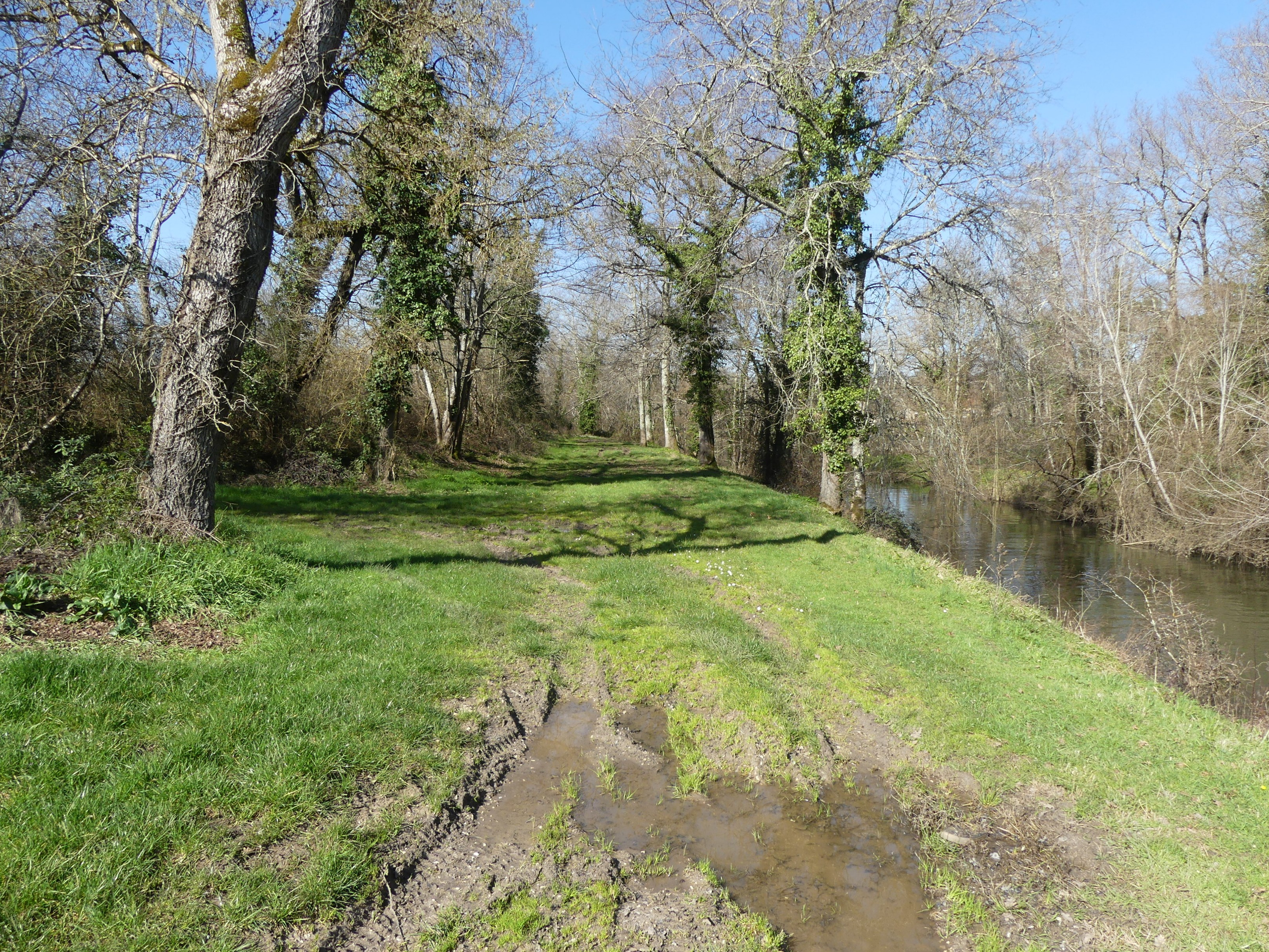
Chemin le long du canal, en aval de l'écluse de Marcillac.

Le département de la Dordogne se présente comme un vaste plateau incliné du nord-est (491 m, à la forêt de Vieillecour dans le Nontronnais, à Saint-Pierre-de-Frugie) au sud-ouest (2 m à Lamothe-Montravel). L'altitude du territoire communal varie quant à elle entre 22 m, là où l'Isle quitte le territoire communal et sert de limite entre Moulin-Neuf et Le Pizou, et 86 m,, dans le sud-est, entre la Font de Bourdat et le lieu-dit le Fond du Cros.
Dans le cadre de la Convention européenne du paysage entrée en vigueur en France le 1er juillet 2006, renforcée par la loi du 8 août 2016 pour la reconquête de la biodiversité, de la nature et des paysages, un atlas des paysages de la Dordogne a été élaboré sous maîtrise d’ouvrage de l’État et publié en octobre 2020. Les paysages du département s'organisent en huit unités paysagères et 14 sous-unités. La commune est dans l'unité paysagère de la « Vallée de l'Isle », qui présente un profil contrasté : une vallée relativement encaissée, aux coteaux affirmés, dominant le fond de vallée de 60 à 80 m en amont de Mussidan, une vallée plus élargie en aval avec un fond de vallée plat, large de 1,5 à 2 km. À la fois agricole et urbanisée, elle est parcourue par de nombreuses voies de communication,.
La superficie cadastrale de la commune publiée par l'Insee, qui sert de référence dans toutes les statistiques, est de 18,91 km2,,. La superficie géographique, issue de la BD Topo, composante du Référentiel à grande échelle produit par l'IGN, est quant à elle de 19,13 km2.

### Hydrographie

#### Réseau hydrographique
La commune est située dans le bassin de la Dordogne au sein du Bassin Adour-Garonne. Elle est drainée par l'Isle, le Galant, le Petit Rieu, le ruisseau du Cailloux et de Lavergne et par divers petits cours d'eau, qui constituent un réseau hydrographique de 35 km de longueur totale,.
L'Isle, d'une longueur totale de 255,29 km, prend sa source dans la Haute-Vienne dans la commune de Janailhac et se jette dans la Dordogne — dont elle est le principal affluent — en rive droite face à Arveyres, en limite de Fronsac et de Libourne,. Elle marque la limite nord de la commune sur neuf kilomètres, face à Montpon-Ménestérol et Le Pizou.
Le Galant, d'une longueur totale de 10,51 km, prend sa source dans la commune de Carsac-de-Gurson et se jette dans l'Isle en rive gauche, en limite de Ménesplet et de Moulin-Neuf, face au Pizou,. Il sert de limite territoriale au nord-ouest sur deux kilomètres et demi, face à Moulin-Neuf.
Deux autres affluents de rive gauche de l'Isle arrosent le territoire communal : le Petit Rieu sur quatre kilomètres et demi du sud-est au nord-est, et le ruisseau du Cailloux et de Lavergne sur cinq kilomètres et demi du sud au nord-ouest.
Au nord-est, dans un méandre de l'Isle, un canal de près de 500 mètres de long a été creusé, sur lequel a été implantée l'écluse de Marcillac. L'écluse dite « de Ménesplet » se situe sur la rive opposée au bourg de Ménesplet, sur le territoire de Montpon-Ménestérol. 

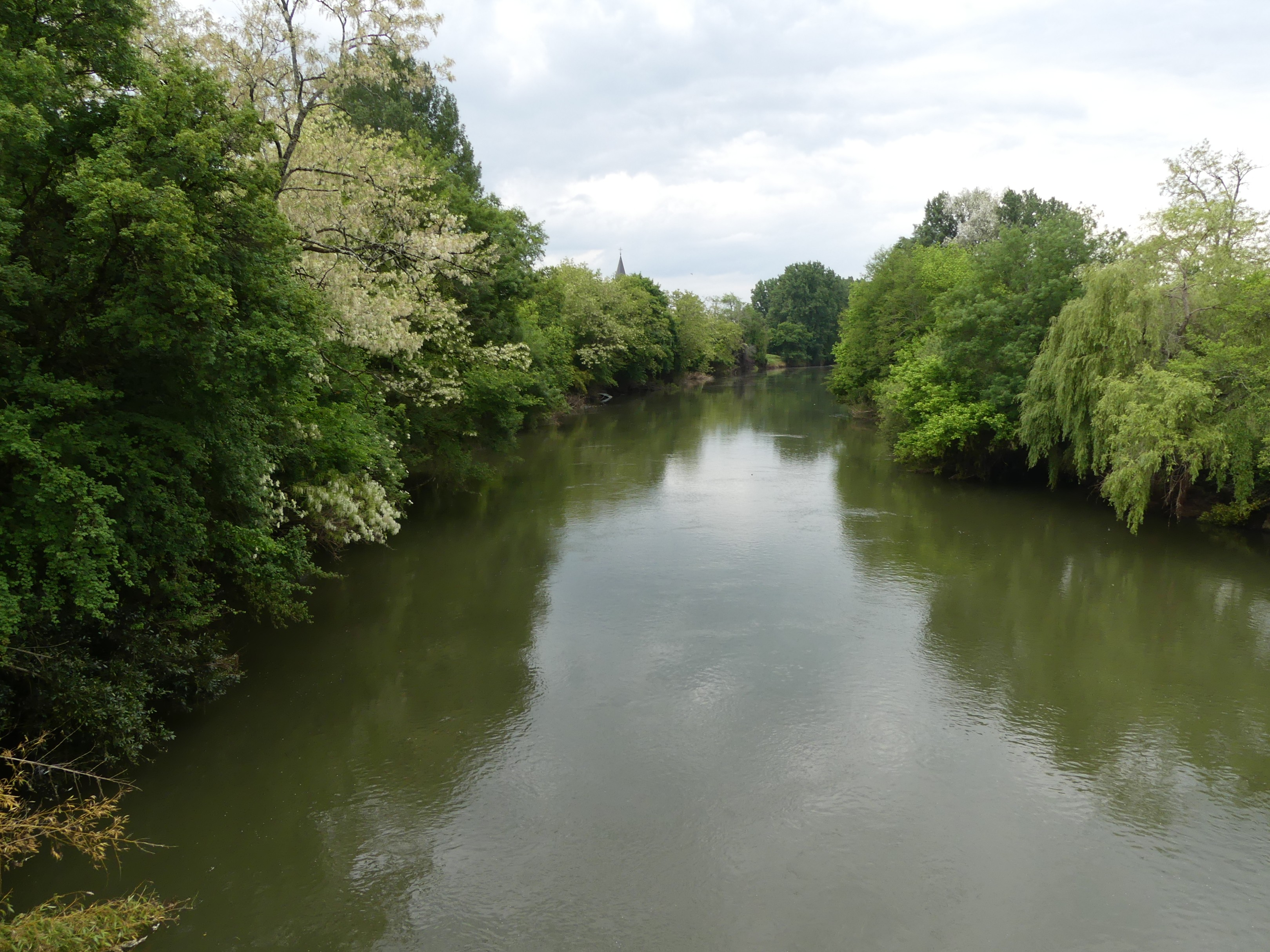
L'Isle au pont de Ménesplet. À gauche, la commune de Ménesplet et en rive opposée, celle de Montpon-Ménestérol,
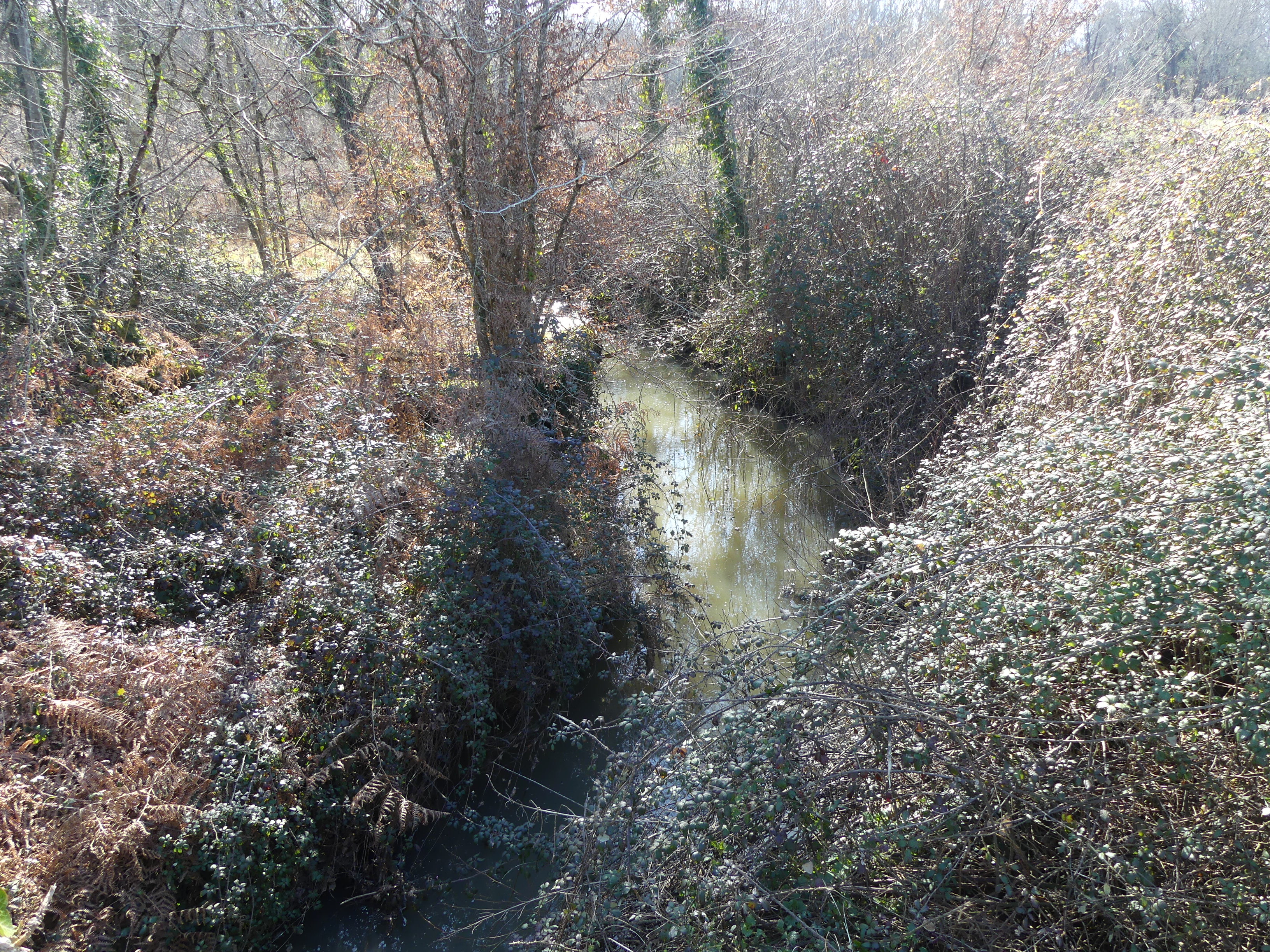
Le Galant au sud du lieu-dit le Léonardeau, en limite de Ménesplet (à droite) et Moulin-Neuf.
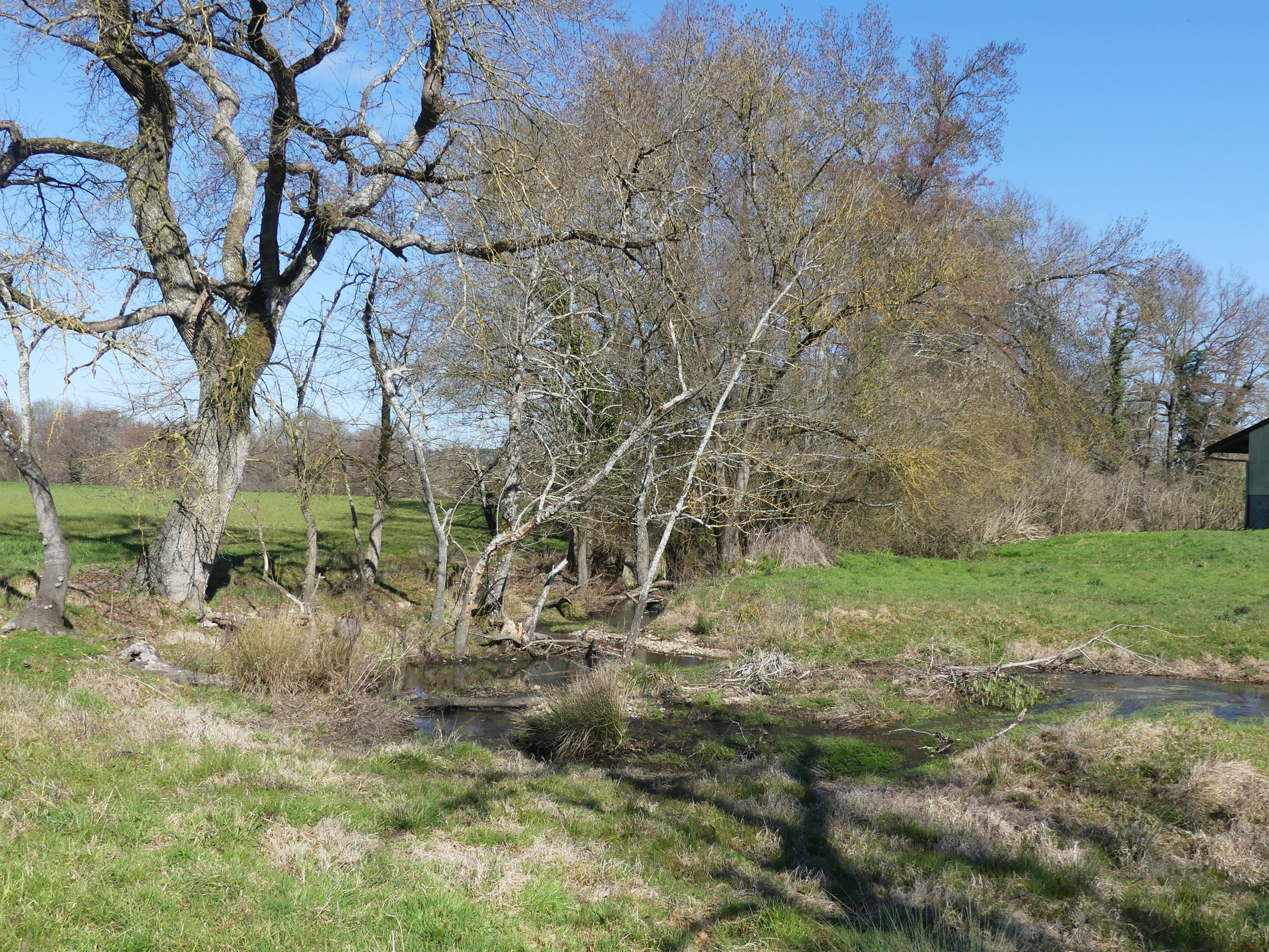
Le Petit Rieu au lieu-dit Peillandriers.
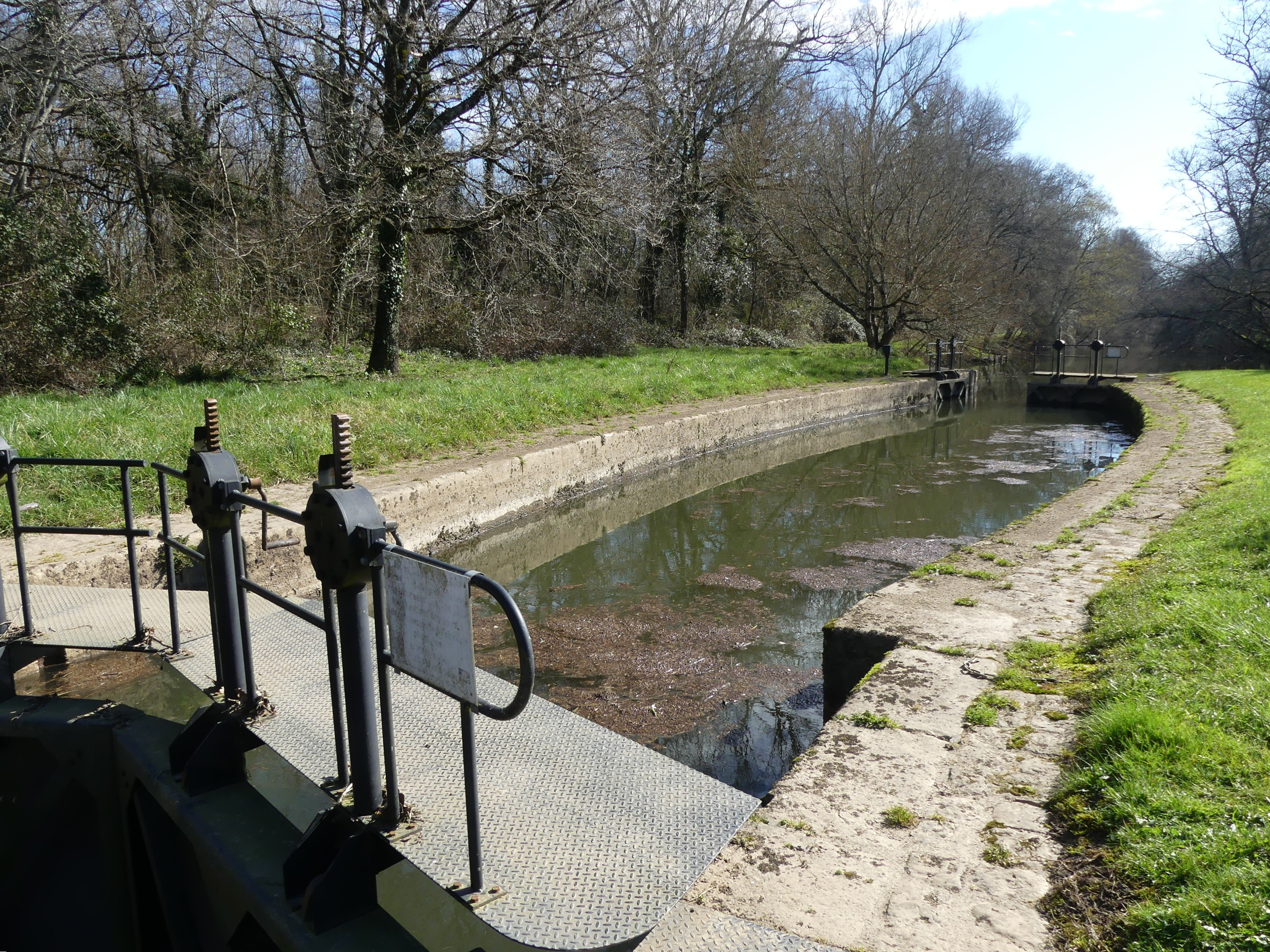
L'écluse de Marcillac.
Réseaux hydrographique et routier de Ménesplet.

#### Gestion et qualité des eaux
Le territoire communal est couvert par le schéma d'aménagement et de gestion des eaux (SAGE) « Isle - Dronne ». Ce document de planification, dont le territoire regroupe les bassins versants de l'Isle et de la Dronne, d'une superficie de 7 500 km2, a été approuvé le 2 août 2021. La structure porteuse de l'élaboration et de la mise en œuvre est l'établissement public territorial de bassin de la Dordogne (EPIDOR). Il définit sur son territoire les objectifs généraux d’utilisation, de mise en valeur et de protection quantitative et qualitative des ressources en eau superficielle et souterraine, en respect des objectifs de qualité définis dans le troisième SDAGE  du Bassin Adour-Garonne qui couvre la période 2022-2027, approuvé le 10 mars 2022.
La qualité des eaux de baignade et des cours d’eau peut être consultée sur un site dédié géré par les agences de l’eau et l’Agence française pour la biodiversité.

### Climat
Pour des articles plus généraux, voir Climat de la Nouvelle-Aquitaine et Climat de la Dordogne.
Historiquement, la commune est exposée à un climat océanique aquitain.  
En 2020, Météo-France publie une typologie des climats de la France métropolitaine dans laquelle la commune est exposée à un climat océanique et est dans la région climatique  Aquitaine, Gascogne, caractérisée par une pluviométrie abondante au printemps, modérée en automne, un faible ensoleillement au printemps, un été chaud (19,5 °C), des vents faibles, des brouillards fréquents en automne et en hiver et des orages fréquents en été (15 à 20 jours).
Pour la période 1971-2000, la température annuelle moyenne est de 12,9 °C, avec  une amplitude thermique annuelle de 14,9 °C. Le cumul annuel moyen de précipitations est de 817 mm, avec 11,1 jours de précipitations en janvier et 6,9 jours en juillet. Pour la période 1991-2020, la température moyenne annuelle observée sur la station météorologique la plus proche, située sur la commune de Port-Sainte-Foy-et-Ponchapt à 21 km à vol d'oiseau, est de 13,8 °C et le cumul annuel moyen de précipitations est de 809,4 mm,. Pour l'avenir, les paramètres climatiques de la commune estimés pour 2050 selon différents scénarios d’émission de gaz à effet de serre sont consultables sur un site dédié publié par Météo-France en novembre 2022.

### Milieux naturels et biodiversité

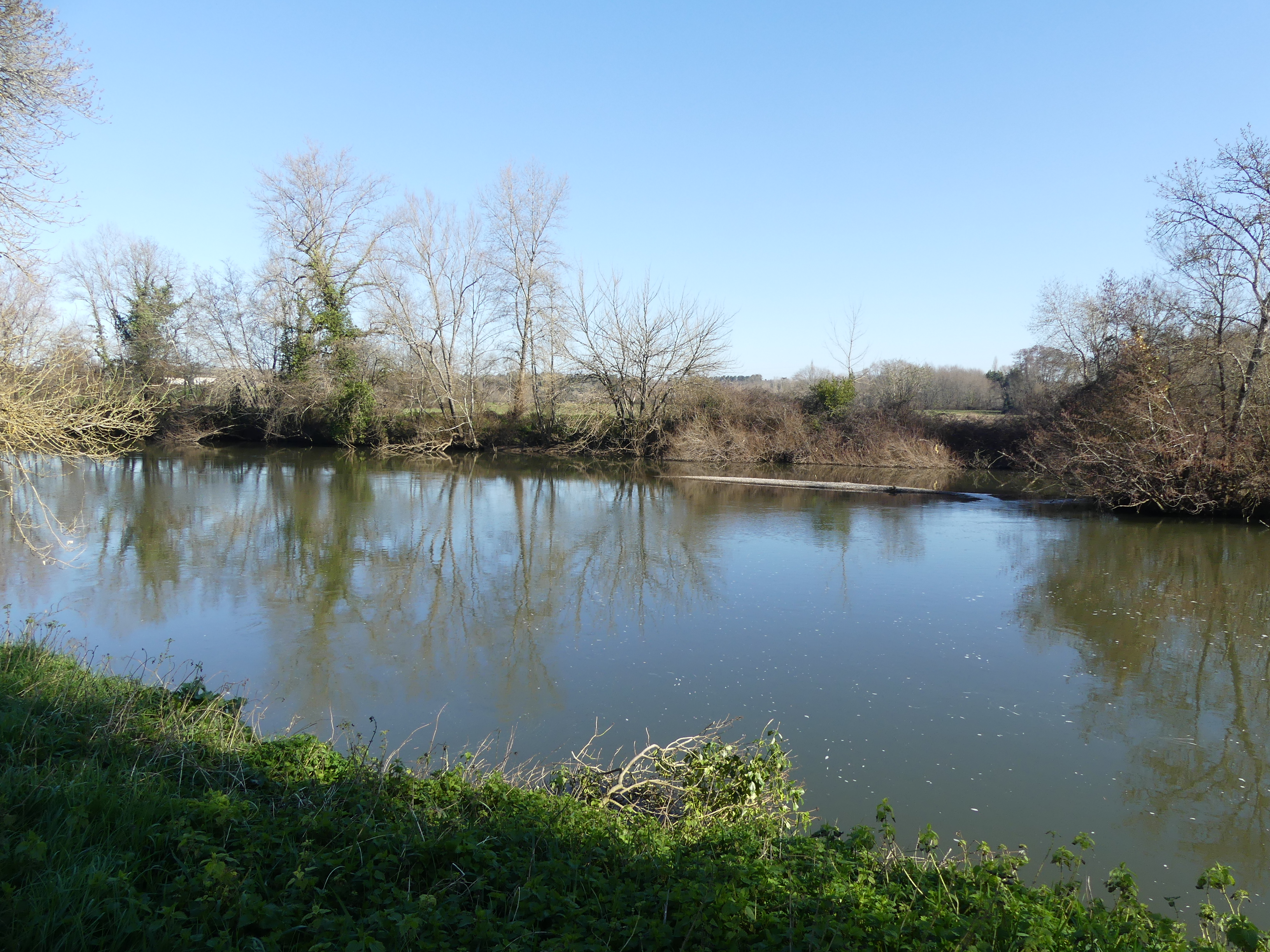
L'Isle au nord du cimetière de Ménesplet. En face, la commune de Montpon-Ménestérol.

#### Espaces protégés
La protection réglementaire est le mode d’intervention le plus fort pour préserver des espaces naturels remarquables et leur biodiversité associée.
D'après l'INPN, cinq aires protégées concernent le territoire communal.
La commune fait partie du bassin de la Dordogne, un territoire d'une superficie de 24 000 km2 reconnu réserve de biosphère par l'UNESCO en juillet 2012 et fait presque intégralement partie de sa « zone de transition », hormis la vallée de l'Isle qui se situe dans sa « zone tampon ».

#### Réseau Natura 2000
Le réseau Natura 2000 est un réseau écologique européen de sites naturels d'intérêt écologique élaboré à partir des directives habitats et oiseaux, constitué de zones spéciales de conservation (ZSC) et de zones de protection spéciale (ZPS).
Un site Natura 2000 a été défini sur la commune au titre de la directive habitats : la ZSC « vallée de l'Isle de Périgueux à sa confluence avec la Dordogne » qui concerne 38 communes de la Dordogne et de la Gironde.
Vingt-deux espèces animales inscrites à l'annexe II de la directive 92/43/CEE y sont présentes, de même qu'une espèce végétale.

#### Zones naturelles d'intérêt écologique, faunistique et floristique

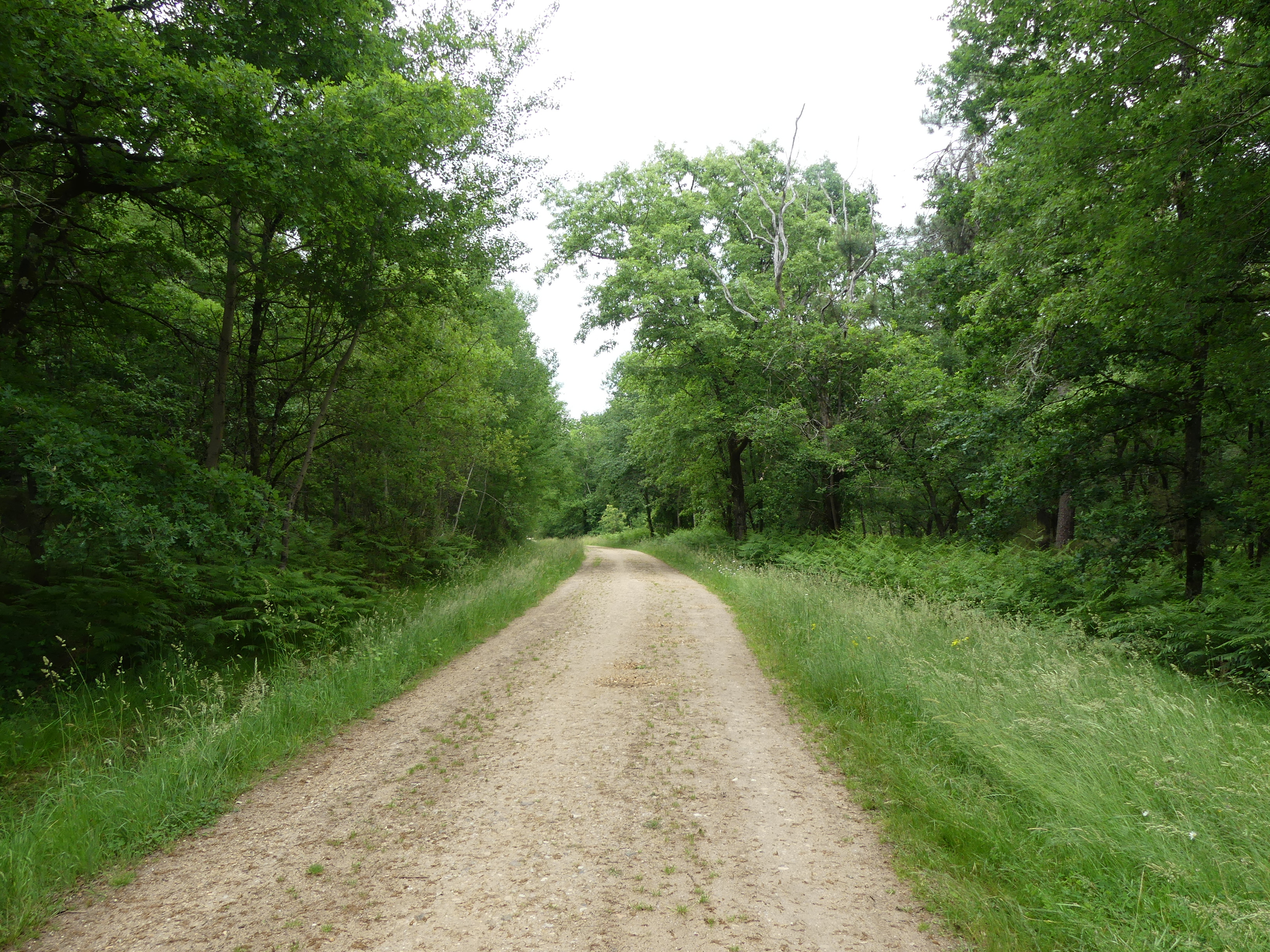
Le chemin des Mulets dans la ZNIEFF « landes de la terrasse ancienne rive gauche de l'Isle » à Ménesplet.

L'inventaire des zones naturelles d'intérêt écologique, faunistique et floristique (ZNIEFF) a pour objectif de réaliser une couverture des zones les plus intéressantes sur le plan écologique, essentiellement dans la perspective d'améliorer la connaissance du patrimoine naturel national et de fournir aux différents décideurs un outil d'aide à la prise en compte de l'environnement dans l'aménagement du territoire.
D'après l'INPN, la commune est concernée par deux ZNIEFF de type 2.
Ménesplet étant bordée par l'Isle, elle fait partie de la ZNIEFF la « vallée de l'Isle de Périgueux à Saint-Antoine-sur-l'Isle, le Salembre, le Jouis et le Vern » qui concerne 25 communes du département de la Dordogne»,.
Deux espèces végétales déterminantes et quatorze autres espèces végétales y ont été recensées.
Une autre ZNIEFF concerne le sud du territoire communal : les « landes de la terrasse ancienne rive gauche de l'Isle », disséminées en cinq sites s'étalant d'est en ouest depuis Saint-Médard-de-Mussidan jusqu'à Ménesplet, au nord de l'autoroute A89 et au sud de la ligne ferroviaire Bordeaux-Périgueux,.
Deux espèces végétales déterminantes y ont été recensées ainsi que 117 autres espèces végétales et neuf espèces d'oiseaux.

## Urbanisme

### Typologie
Au 1er janvier 2024, Ménesplet est catégorisée commune rurale à habitat dispersé, selon la nouvelle grille communale de densité à 7 niveaux définie par l'Insee en 2022.
Elle appartient à l'unité urbaine de Montpon-Ménestérol, une agglomération inter-départementale dont elle est une commune de la banlieue,. Par ailleurs la commune fait partie de l'aire d'attraction de Montpon-Ménestérol, dont elle est une commune de la couronne,. Cette aire, qui regroupe 13 communes, est catégorisée dans les aires de moins de 50 000 habitants,.

### Occupation des sols
L'occupation des sols de la commune, telle qu'elle ressort de la base de données européenne d’occupation biophysique des sols Corine Land Cover (CLC), est marquée par l'importance des territoires agricoles (57,5 % en 2018), en diminution par rapport à 1990 (67,7 %). La répartition détaillée en 2018 est la suivante : 
zones agricoles hétérogènes (31,2 %), forêts (27,5 %), prairies (23,1 %), zones urbanisées (9,9 %), eaux continentales (5,1 %), terres arables (3,2 %). L'évolution de l’occupation des sols de la commune et de ses infrastructures peut être observée sur les différentes représentations cartographiques du territoire : la carte de Cassini (XVIIIe siècle), la carte d'état-major (1820-1866) et les cartes ou photos aériennes de l'IGN pour la période actuelle (1950 à aujourd'hui).

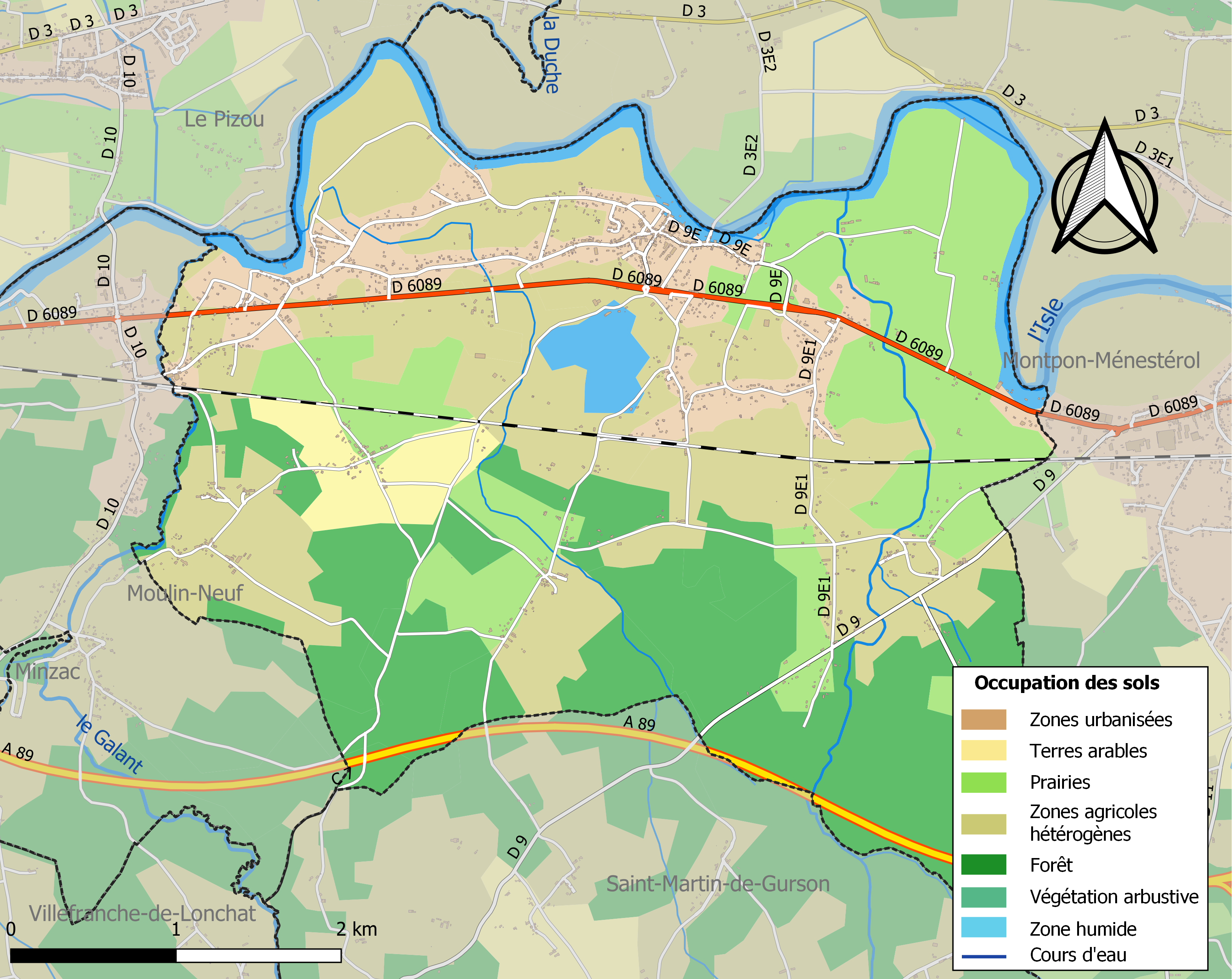
Carte des infrastructures et de l'occupation des sols de la commune en 2018 (CLC).

### Villages, hameaux et lieux-dits
Outre le bourg de Ménesplet proprement dit, le territoire communal se compose de villages ou de hameaux, ainsi que de lieux-dits :
- les Barthes
- les Barthoumettes
- Beaufraisse
- Borie Basse
- Bos du Lac
- les Brandes
- Brignaud
- les Brignauds
- le Buzet
- les Cabanauds
- les Cabanettes
- les Charbonnières
- Chez Guibert
- Claud de Ménesplet
- les Clèdes
- la Croix de Pierre
- les Croses
- les Davalades
- les Erras
- le Fond du Cros
- Font de Bourdat
- les Fontanelles
- la Forêt
- Gaillard
- le Galant
- la Garenne
- la Gargouille
- Gascou
- les Grands Champs
- la Grange Neuve
- les Grésilles
- le Lacet
- la Lande
- les Landes
- Laser
- les Lavades
- le Léonardeau
- les Loges
- les Lucques
- les Mareys
- les Marroux
- la Nauvette
- les Palluts
- Peillandriers
- le Pènelod
- le Petit Rieu
- Plaisance
- les Quarts
- les Recoudeys
- les Sebinlous
- la Tour
- Tuquet des Graves
- Viallet.

### Prévention des risques
Le territoire de la commune de Ménesplet est vulnérable à différents aléas naturels : météorologiques (tempête, orage, neige, grand froid, canicule ou sécheresse), inondations, feux de forêts, mouvements de terrains et séisme (sismicité très faible). Il est également exposé à un risque technologique, le transport de matières dangereuses. Un site publié par le BRGM permet d'évaluer simplement et rapidement les risques d'un bien localisé soit par son adresse soit par le numéro de sa parcelle.

#### Risques naturels
Certaines parties du territoire communal sont susceptibles d’être affectées par le risque d’inondation par débordement de cours d'eau, notamment l'Isle et le Galant. La commune a été reconnue en état de catastrophe naturelle au titre des dommages causés par les inondations et coulées de boue survenues en 1982, 1983, 1993 et 1999,. Le risque inondation est pris en compte dans l'aménagement du territoire de la commune par le biais du plan de prévention des risques inondation (PPRI) de la « vallée de l'Isle - Montponnais »  approuvé le 13 juin 2007, pour les crues de l'Isle, impactant ses rives jusqu'à 700 mètres de largeur sur le territoire communal, au niveau de l'écluse de Marcillac, ainsi que la partie aval — les 900 derniers mètres — de son affluent le Galant, en limite de Moulin-Neuf. La crue de 1944 (663 m3/s à la station de Saint-Laurent-des-Hommes sert de crue de référence au PPRI.
Ménesplet est exposée au risque de feu de forêt. L’arrêté préfectoral du 14 mars 2013 fixe les conditions de pratique des incinérations et de brûlage dans un objectif de réduire le risque de départs d’incendie. À ce titre, des périodes sont déterminées : interdiction totale du 15 février au 15 mai et du 15 juin au 15 octobre, utilisation réglementée du 16 mai au 14 juin et du 16 octobre au 14 février. En septembre 2020, un plan inter-départemental de protection des forêts contre les incendies (PidPFCI) a été adopté pour la période 2019-2029,.

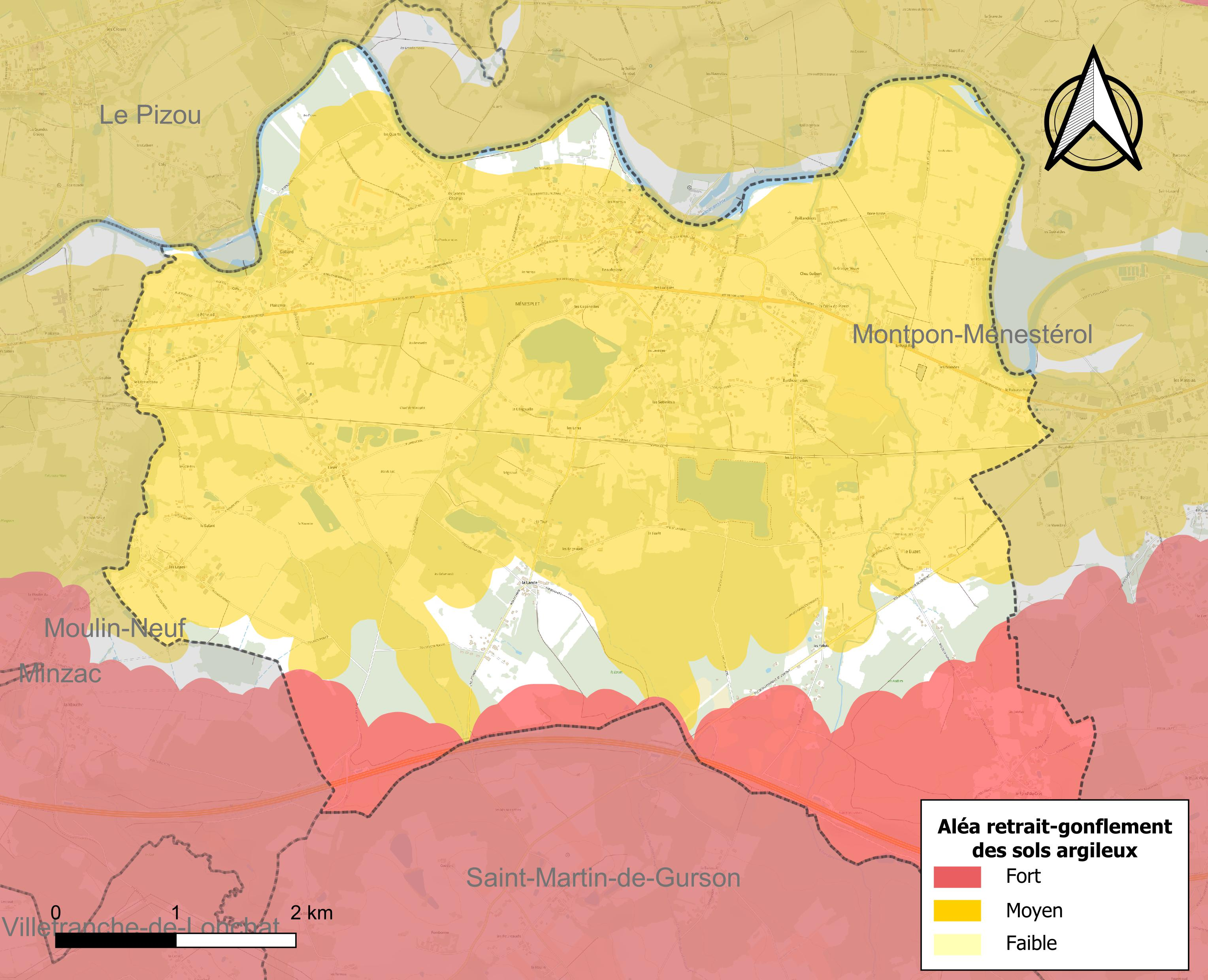
Carte des zones d'aléa retrait-gonflement des sols argileux de Ménesplet.

Les mouvements de terrains susceptibles de se produire sur la commune sont des tassements différentiels. Le retrait-gonflement des sols argileux est susceptible d'engendrer des dommages importants aux bâtiments en cas d’alternance de périodes de sécheresse et de pluie. 89,3 % de la superficie communale est en aléa moyen ou fort (58,6 % au niveau départemental et 48,5 % au niveau national métropolitain). Depuis le 1er octobre 2020, en application de la loi ÉLAN, différentes contraintes s'imposent aux vendeurs, maîtres d'ouvrages ou constructeurs de biens situés dans une zone classée en aléa moyen ou fort,.
La commune a été reconnue en état de catastrophe naturelle au titre des dommages causés par la sécheresse en 1989, 1992, 2005, 2009, 2011 et 2017 et par des mouvements de terrain en 1999.

## Toponymie
La première mention écrite connue du lieu apparait en 1122 pour son église sous la forme Sanctus Joh. de Menespleth, abandonnant au siècle suivant le « h » final.
Ce nom provient de l'occitan menesple correspondant à la nèfle ; terminé par le suffixe collectif -et, ce nom signifie donc « ensemble de néfliers ».
En occitan, la commune porte le nom de Menèsplet,.

## Histoire
Le lieu est attesté en 1122 par la présence de son église. Une commanderie de l'ordre de Saint-Jean de Jérusalem décrite en 1350 sous le nom de Hospitalis de Buzes s'est implantée au lieu-dit le Buzet, à environ deux kilomètres et demi au sud-est du bourg.
Succédant à une ancienne paroisse du diocèse de Périgueux et de la sénéchaussée de Libourne, Ménesplet fait partie des nombreuses communes créées dans les premières années de la Révolution française.
À partir de 1851, la traversée de l'Isle vers l'ouest de la commune de Ménestérol-Montignac s'effectue par un bac, remplacé par un pont inauguré fin 1895. Fermé en 2023 pour travaux pour réhabilitation, l'ouvrage rénové a été inauguré le 25 avril 2025.
En juillet 1940, avec la mise en place de la ligne de démarcation, Ménesplet se retrouve en zone occupée et est, à ce titre, rattachée transitoirement au département voisin de la Gironde.

## Politique et administration

### Rattachements administratifs et électoraux
Dès 1790, la commune de Ménesplet est rattachée au canton de Monpont qui dépend du district de Mussidan jusqu'en 1795, date de suppression des districts. En 1801, le canton — qui sera renommé en canton de Monpont-sur-l'Isle en 1925 puis de Montpon-Ménestérol en 1964 — est rattaché à l'arrondissement de Ribérac jusqu'en 1926, date de la suppression de cet arrondissement. À cette dernière date, il est rattaché à l'arrondissement de Périgueux.
Pour les élections législatives, la commune fait partie de la première circonscription de la Dordogne.

### Intercommunalité
Ménesplet est l'une des deux communes fondatrices de la communauté de communes Basse Vallée de l'Isle créée fin 1998 qui, fusionne avec la communauté de communes Isle et Double pour former au 1er janvier 2014 la communauté de communes Isle Double Landais.

### Administration municipale
La population de la commune étant comprise entre 1 500 et 2 499 habitants au recensement de 2017, dix-neuf conseillers municipaux ont été élus en 2020,.

### Liste des maires

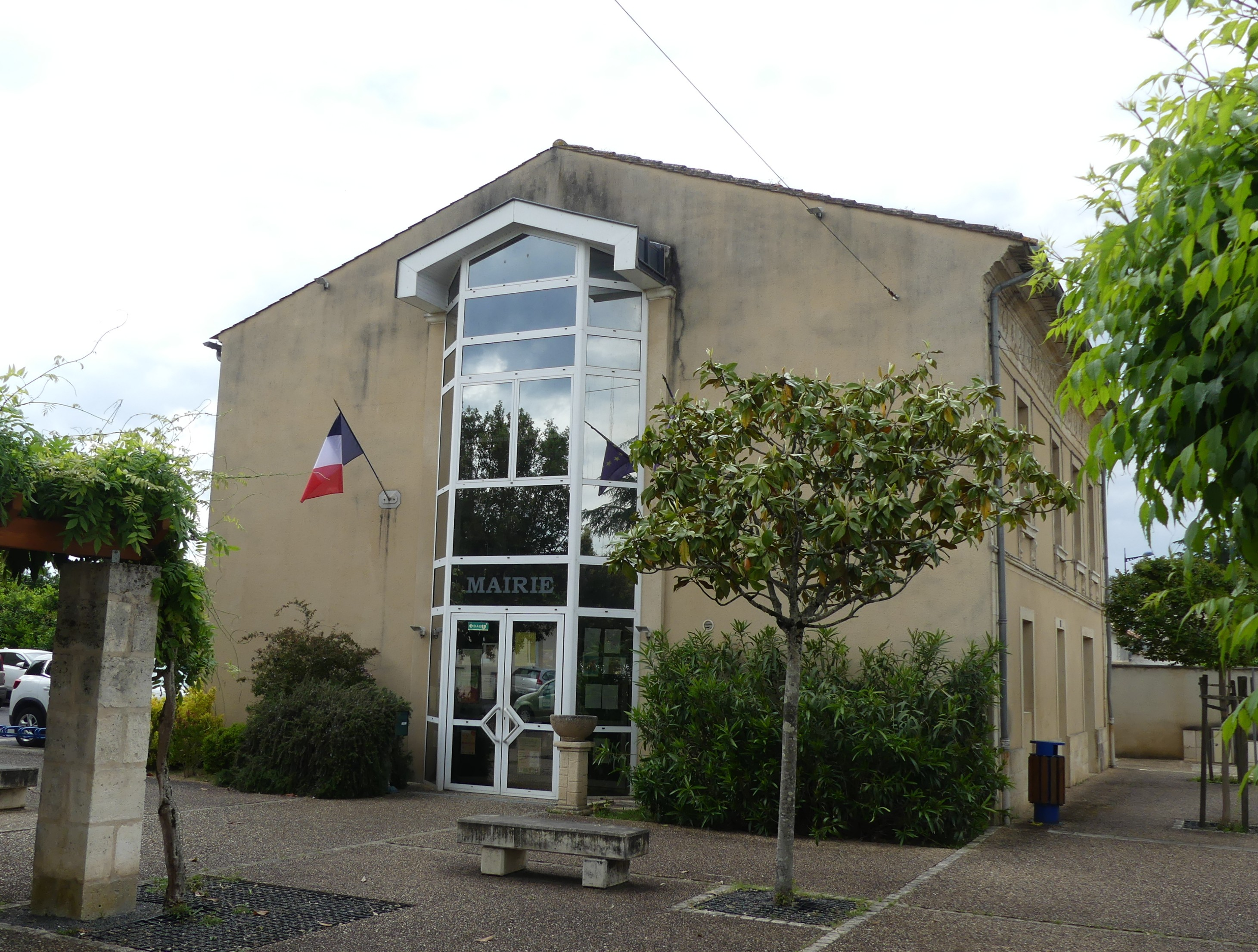
La mairie en 2025.

| Période                                  | Période      | Identité              | Étiquette | Qualité                                    |
| ---------------------------------------- | ------------ | --------------------- | --------- | ------------------------------------------ |
| Les données manquantes sont à compléter. |              |                       |           |                                            |
|                                          |              |                       |           |                                            |
| 1924                                     | 1936         | Victorien Faucon      |           | Agriculteur                                |
|                                          |              |                       |           |                                            |
| 1977                                     | 1983         | Jean-Claude Bastid    | PS        |                                            |
| 1983                                     | 1989         | René Poineau          |           | Retraité de la Poste                       |
| mars 1989                                | juin 2016    | Jean-Claude Bastid    | SE        | Retraité de l'Éducation nationale          |
| juin 2016                                | octobre 2016 | Jean-Claude Chaussade |           | Premier adjoint faisant fonctions de maire |
| octobre 2016 (réélu en mai 2020)         | En cours     | Jean-Claude Chaussade |           |                                            |

## Équipements et services publics

### Enseignement
Début 2025, la commune de Ménesplet dispose d'un établissement scolaire public : l'école primaire Jean-Claude-Bastid.

### Postes et télécommunications
Début 2025, le bourg dispose d'un bureau de poste situé face à la mairie.

### Santé
Une infirmière et un ostéopathe sont implantés sur la commune. Dans les communes limitrophes, quatre pharmacies (une au Pizou et trois à Montpon-Ménestérol) ainsi qu'une maison de santé pluridisciplinaire et une clinique vétérinaire, toutes deux à [Montpon-Ménestérol, complètent l'offre de soins locale.

### Justice
Dans le domaine judiciaire, Ménesplet relève : 
- du tribunal judiciaire, du tribunal pour enfants, du conseil de prud'hommes et du tribunal de commerce de Périgueux ;
- du pôle Nationalité du tribunal judiciaire de Périgueux (compétent uniquement dans le domaine de la nationalité) ;
- de la cour d'appel, du tribunal administratif et de la  cour administrative d'appel de Bordeaux.

## Population et société

### Démographie
Les habitants de Ménesplet se nomment les Ménesplésiens.
L'évolution du nombre d'habitants est connue à travers les recensements de la population effectués dans la commune depuis 1793. Pour les communes de moins de 10 000 habitants, une enquête de recensement portant sur toute la population est réalisée tous les cinq ans, les populations de référence des années intermédiaires étant quant à elles estimées par interpolation ou extrapolation. Pour la commune, le premier recensement exhaustif entrant dans le cadre du nouveau dispositif a été réalisé en 2006.

En 2022, la commune comptait 1 911 habitants, en évolution de +5,35 % par rapport à 2016 (Dordogne : +0,37 %, France hors Mayotte : +2,11 %).
| 1793 | 1800 | 1806 | 1821 | 1831 | 1836 | 1841 | 1846 | 1851 |
| ---- | ---- | ---- | ---- | ---- | ---- | ---- | ---- | ---- |
| 710  | 748  | 615  | 756  | 656  | 744  | 811  | 817  | 864  |

| 1856 | 1861 | 1866 | 1872 | 1876  | 1881  | 1886 | 1891 | 1896 |
| ---- | ---- | ---- | ---- | ----- | ----- | ---- | ---- | ---- |
| 863  | 927  | 952  | 949  | 1 017 | 1 018 | 990  | 996  | 928  |

| 1901 | 1906 | 1911 | 1921 | 1926 | 1931 | 1936 | 1946 | 1954 |
| ---- | ---- | ---- | ---- | ---- | ---- | ---- | ---- | ---- |
| 882  | 916  | 911  | 850  | 868  | 833  | 848  | 899  | 936  |

| 1962 | 1968 | 1975  | 1982  | 1990  | 1999  | 2006  | 2011  | 2016  |
| ---- | ---- | ----- | ----- | ----- | ----- | ----- | ----- | ----- |
| 957  | 956  | 1 010 | 1 211 | 1 328 | 1 289 | 1 506 | 1 713 | 1 814 |

| 2021  | 2022  | - | - | - | - | - | - | - |
| ----- | ----- | - | - | - | - | - | - | - |
| 1 887 | 1 911 | - | - | - | - | - | - | - |

## Économie

### Emploi
En 2021, parmi la population communale comprise entre 15 et 64 ans, les actifs représentent 832 personnes, soit 44,1 % de la population municipale. Le nombre de chômeurs (96) a diminué par rapport à 2015 (119) et le taux de chômage de cette population active s'établit à 11,6 %.

### Activités hors agriculture
118 établissements marchands non agricoles sont économiquement actifs en 2021 à Ménesplet,.
| Secteur d'activité                                                                                        | Commune | Commune | Département |
| Secteur d'activité                                                                                        | Nombre  | %       | %           |
| --- | ------- | ------- | ----------- |
| Ensemble                                                                                                  | 118     | 100 %   | (100 %)     |
| Industrie manufacturière, industries extractives et autres                                                | 17      | 14,4 %  | (8,4 %)     |
| Construction                                                                                              | 22      | 18,6 %  | (13,4 %)    |
| Commerce de gros et de détail, transports, hébergement et restauration                                    | 32      | 27,1 %  | (28,2 %)    |
| Information et communication                                                                              | 1       | 0,8 %   | (1,8 %)     |
| Activités financières et d'assurance                                                                      | 2       | 1,7 %   | (3,6 %)     |
| Activités immobilières                                                                                    | 5       | 4,2 %   | (6,7 %)     |
| Activités spécialisées, scientifiques et techniques et activités de services administratifs et de soutien | 20      | 16,9 %  | (15,0 %)    |
| Administration publique, enseignement, santé humaine et action sociale                                    | 8       | 6,8 %   | (12,8 %)    |
| Autres activités de services                                                                              | 11      | 9,3 %   | (10,1 %)    |

Le secteur du commerce de gros et de détail, des transports, de l'hébergement et de la restauration est prépondérant sur la commune puisqu'il représente 27,1 % du nombre total d'établissements de la commune (32 sur les 118 établissements implantés  à Ménesplet), contre 28,2 % au niveau départemental.

#### Entreprises et commerces
L'entreprise ayant son siège social sur le territoire communal qui a généré le plus de chiffre d'affaires en 2023 est « Feuilles D'or », activités spécialisées, scientifiques et techniques diverses, avec (193 k€).

### Agriculture
La commune est dans le « Landais », une petite région agricole dans le département de la Dordogne. En 2020, l'orientation technico-économique de l'agriculture  sur la commune est polyculture et/ou polyélevage . 
|               | 1988 | 2000 | 2010 | 2020 |
| ------------- | ---- | ---- | ---- | ---- |
| Exploitations | 46   | 24   | 13   | 10   |
| SAU (ha)      | 874  | 692  | 524  | 468  |

Le nombre d'exploitations agricoles en activité et ayant leur siège dans la commune est passé de 46 lors du recensement agricole de 1988  à 24 en 2000 puis à 13 en 2010 et enfin à 10 en 2020, soit une baisse de 78 % en 32 ans. Le même mouvement est observé à l'échelle du département qui a perdu pendant cette période 60 % de ses exploitations (passant de 15 825 à 6 330),. La surface agricole utilisée sur la commune a également diminué, passant de 874 ha en 1988 à 468 ha en 2020. Parallèlement la surface agricole utilisée moyenne par exploitation a augmenté, passant de 19 à 47 ha.

## Culture locale et patrimoine

### Lieux et monuments
- Église Saint-Jean-Baptiste, ou église Saint-Jean, avec abside romane citée en 1122 (« S. Johannes de Menespleth »), entièrement reconstruite en 1874[91]. Son clocher a été détruit par la foudre dans les années 1950[92]. Elle recèle deux objets inscrits en 1974 au titre des monuments historiques : sa chaire du XVIIe siècle[93] et le retable de la Vierge du XVIIIe siècle[94].

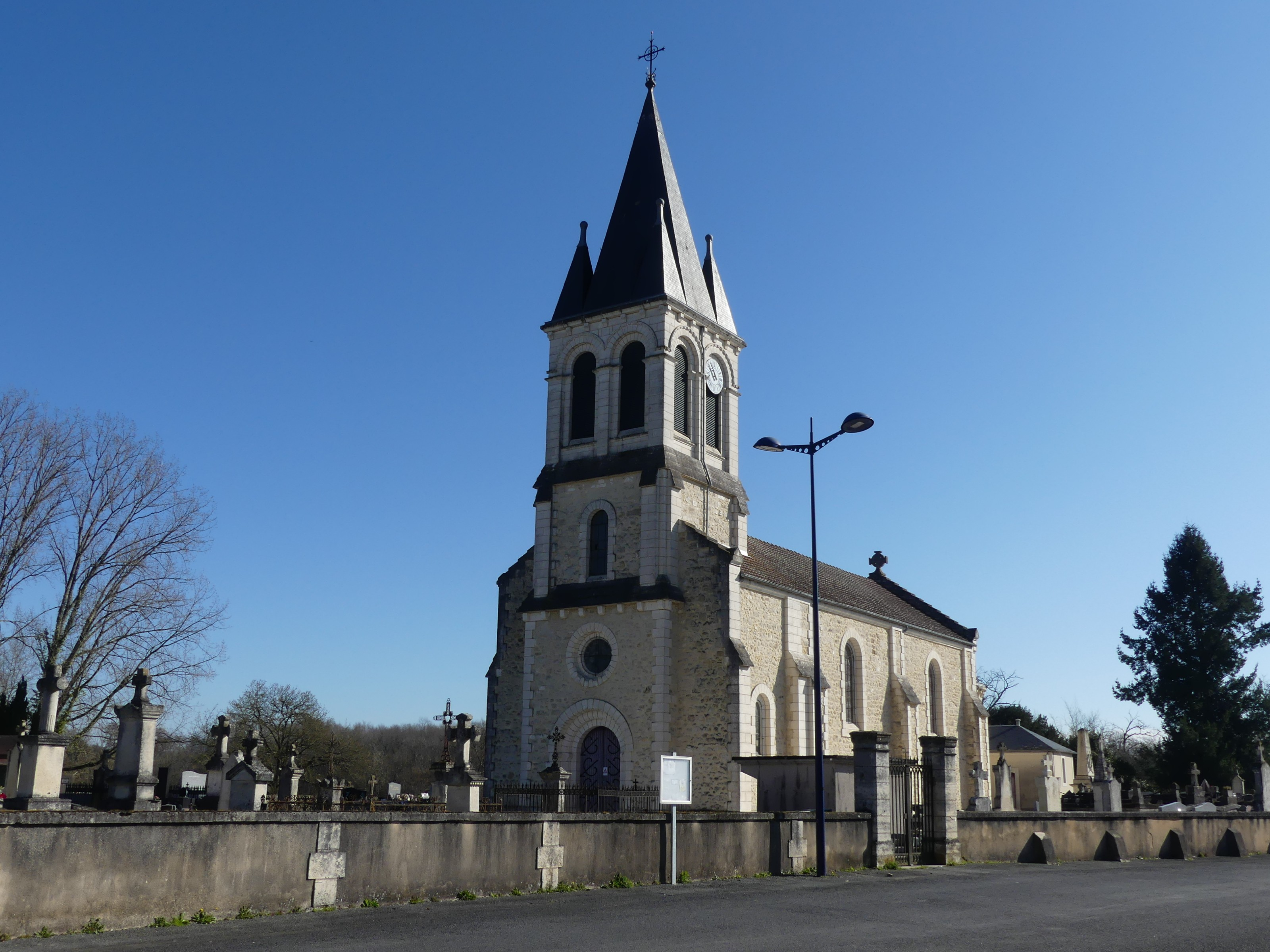
L'église Saint-Jean-Baptiste.
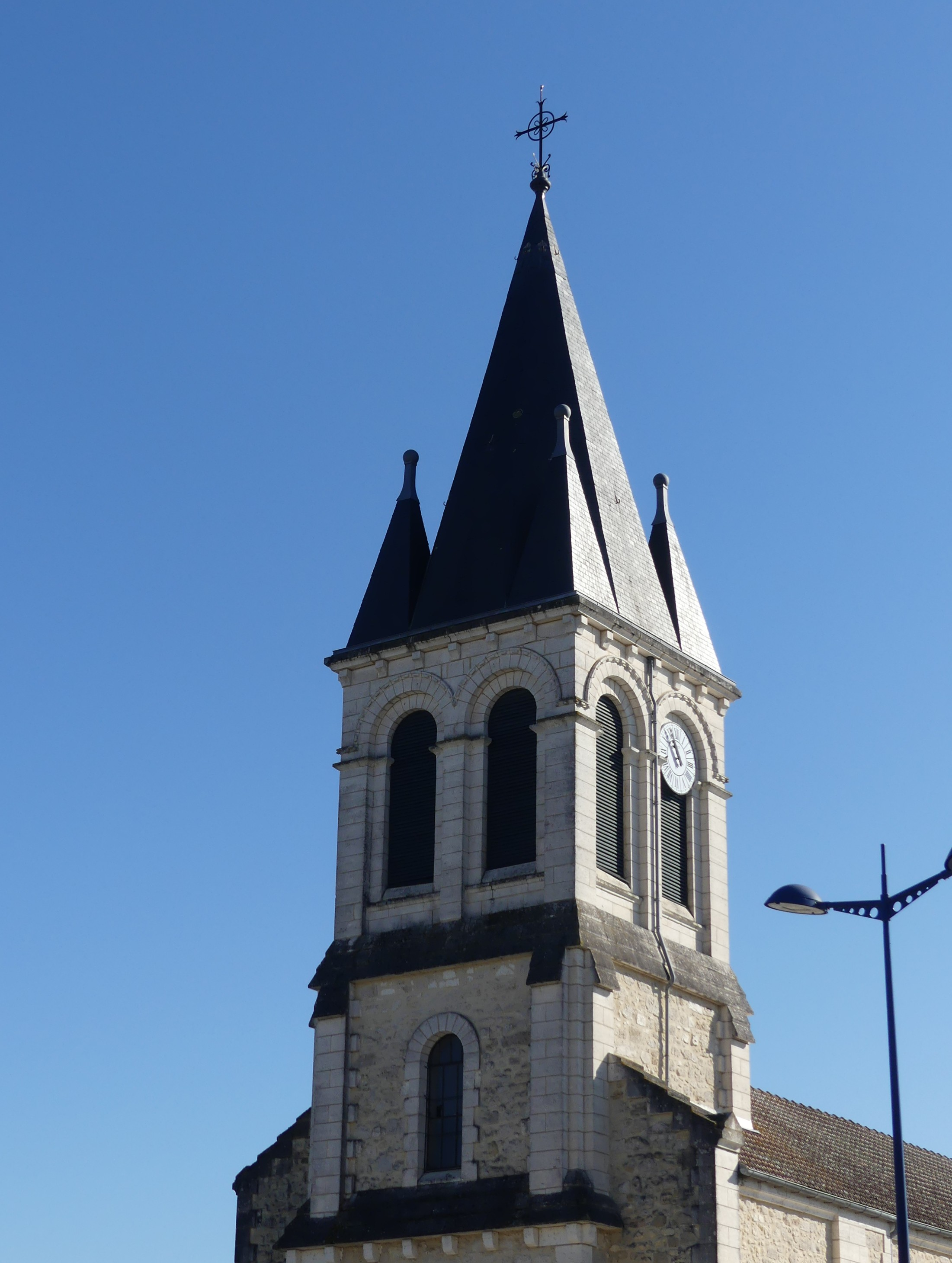
Son clocher.
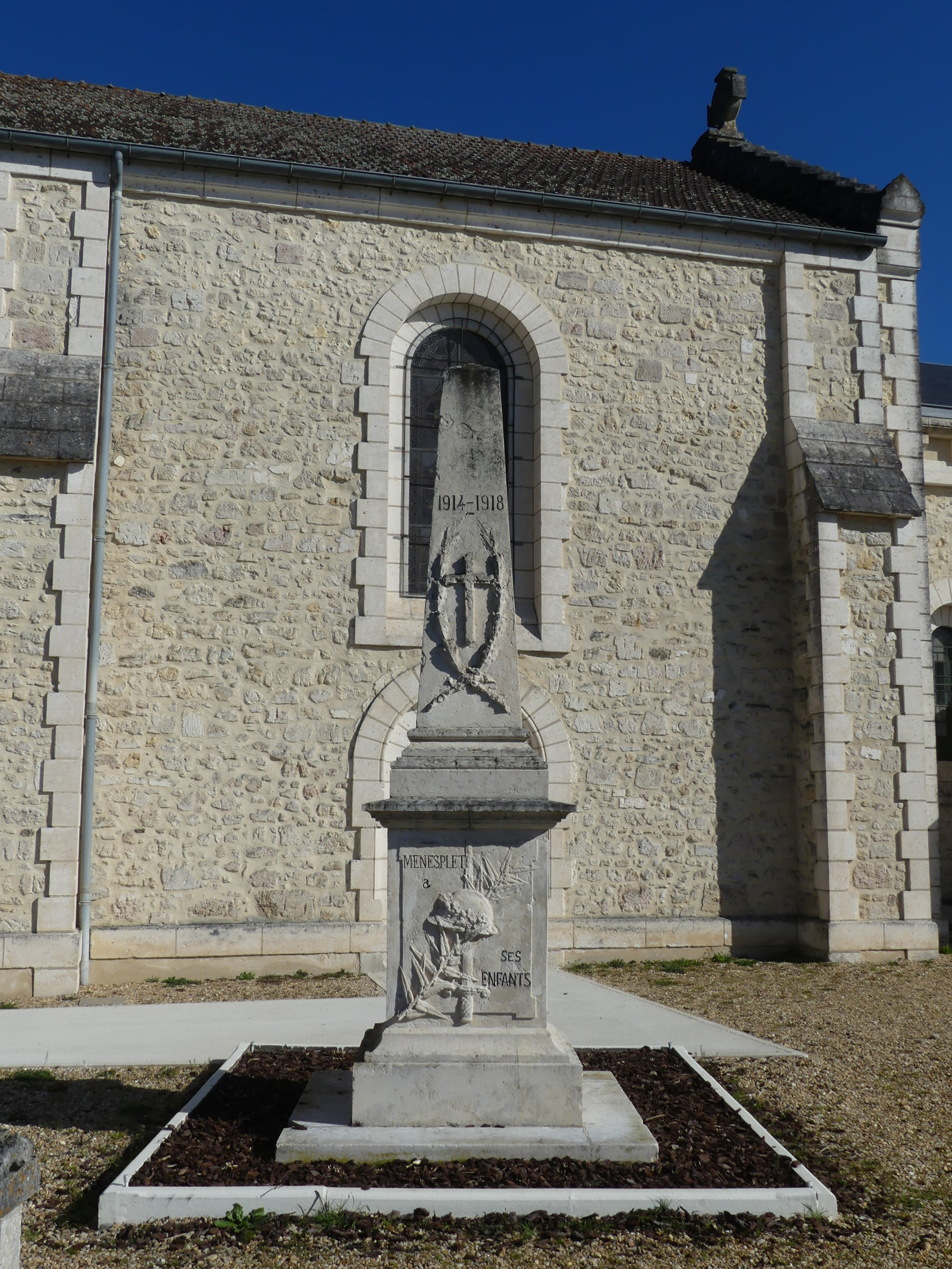
Le monument aux morts.
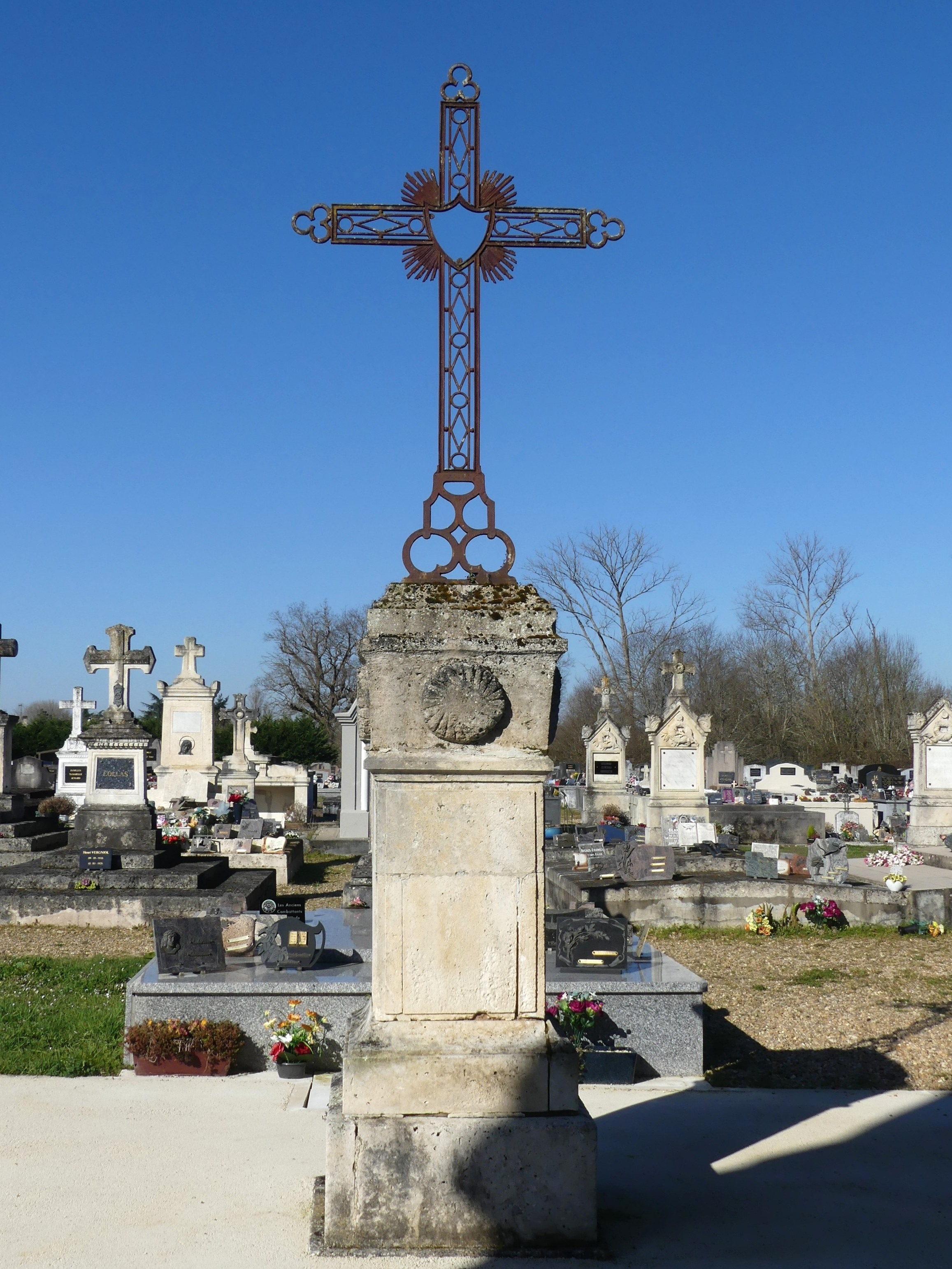
La croix principale du cimetière.
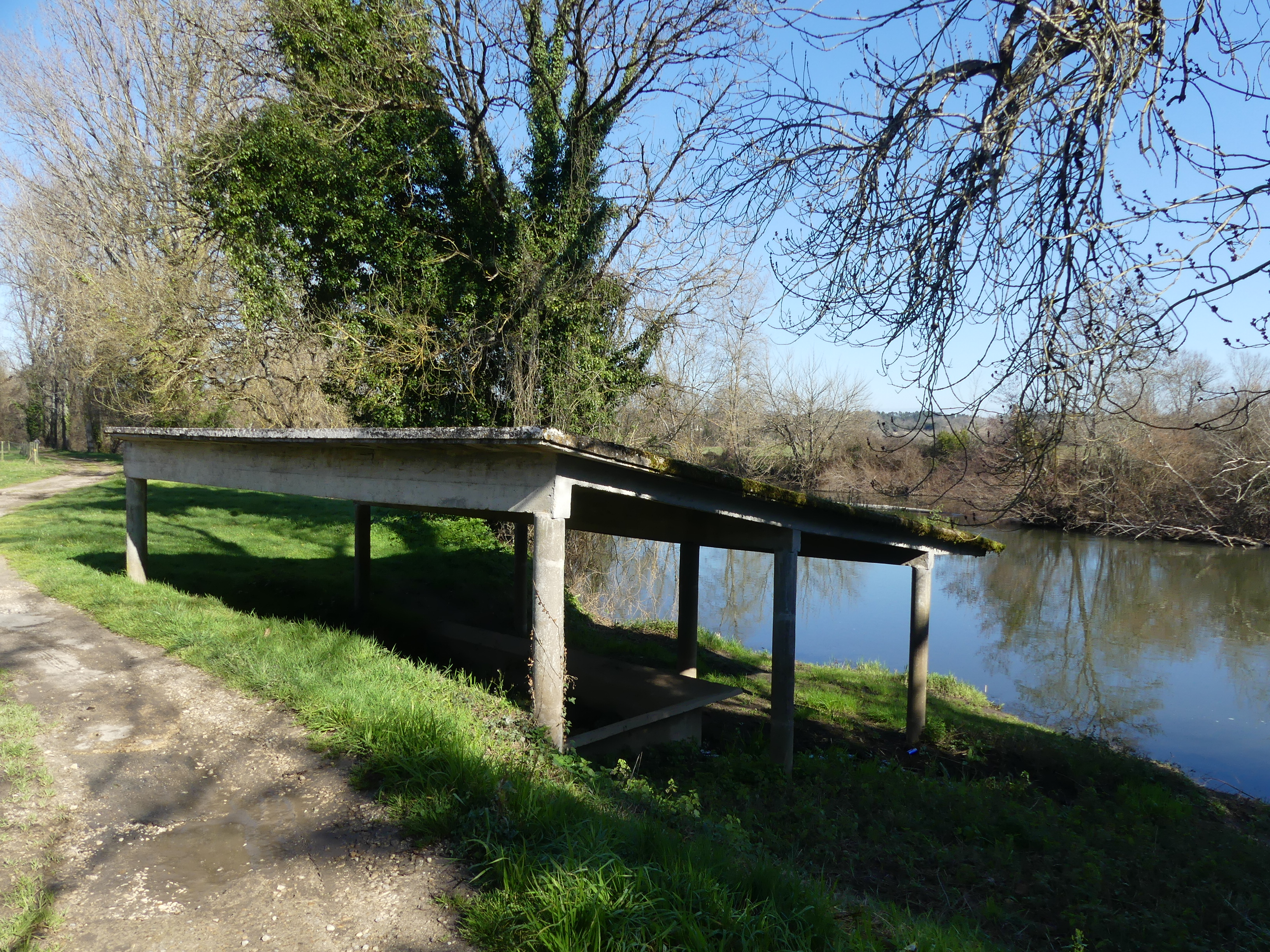
Un ancien lavoir au bord de l'Isle.

### Personnalités liées à la commune
- Mickaël Delage, coureur cycliste licencié à l'AC Ménesplet, à ne pas confondre avec son cousin Mickaël Delage, coureur cycliste professionnel français, né en 1985.

## Pour approfondir